# HxD
HxD – edytor heksadecymalny dla systemów Microsoft Windows. Autorem programu jest Maël Hörz. Program został napisany w języku Object Pascal, a jego pierwsze wydanie pochodzi z 2003 roku.
Umożliwia edycję plików o różnej wielkości. Może także funkcjonować jako edytor dysku i pamięci RAM. Swoim sposobem działania i zasobem funkcji przypomina edytor tekstu.
Pod koniec maja 2010 r. była to najczęściej pobierana aplikacja w serwisie Download.com w kategorii narzędzia związane z kodowaniem (Coding Utilities).
Program jest dostępny zarówno w wersji instalacyjnej, jak i w wersji przenośnej (portable).